# Александруполис

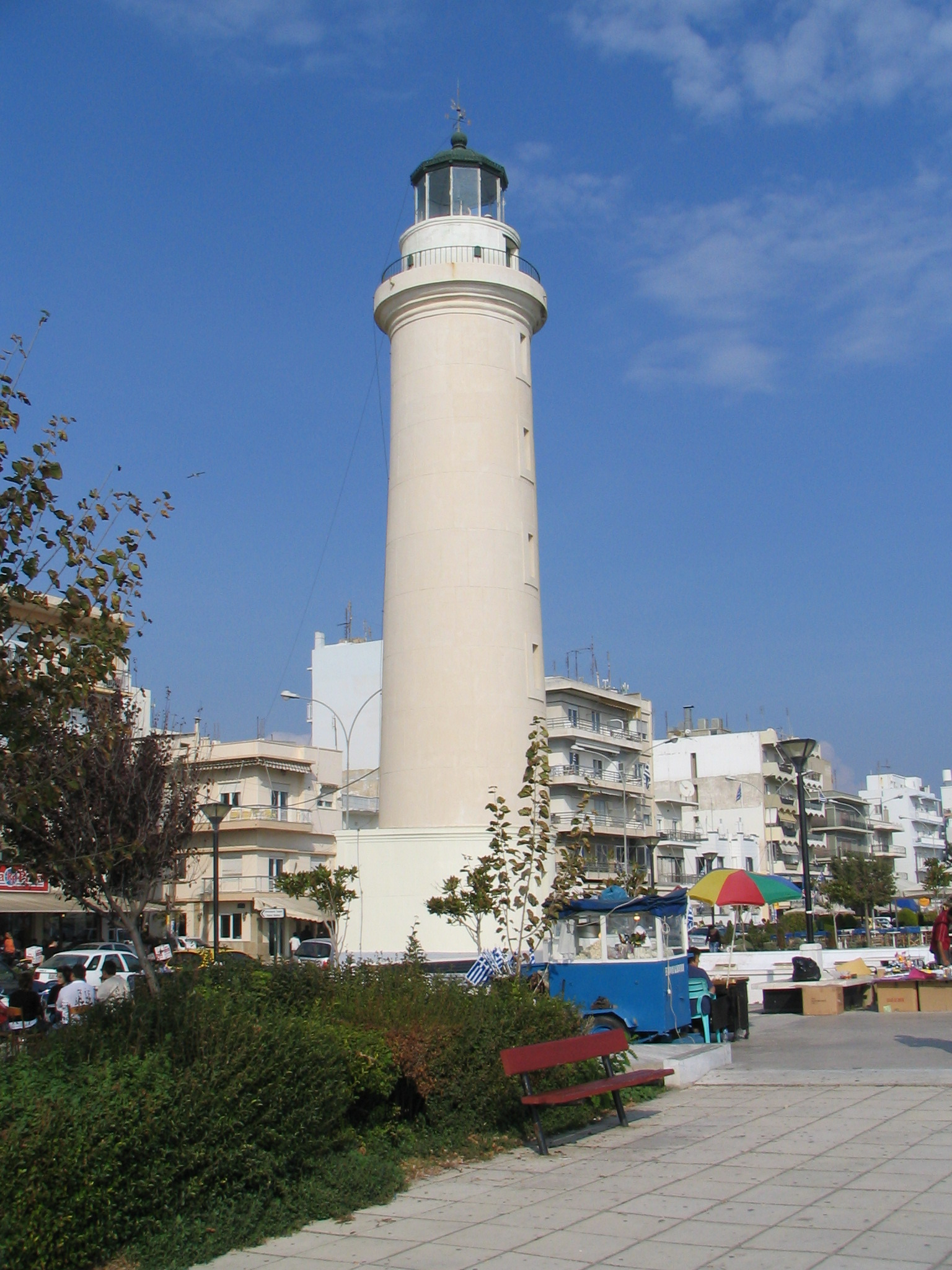
Маяк в Александруполисе

Александру́полис (греч. Αλεξανδρούπολις ή Αλεξανδρούπολη) — город на северо-востоке Греции, во Фракии. Административный центр одноимённой общины и периферийной единицы Эврос в периферии Восточная Македония и Фракия. Расположен на высоте 10 метров над уровнем моря, на побережье Эгейского моря, в 15 километрах к западу от устья реки Эврос (Марица), недалеко от границы с европейской частью Турции и Болгарией. В городе находится кафедра Александрупольской митрополии Элладской православной церкви, кафедральный собор Святого Николая. Население 57 812 жителей по переписи 2011 года.
В 7 километрах от Александруполиса находится международный аэропорт Димокритос. В городе расположена железнодорожная станция Александруполис на линиях Александруполис — Свиленград и Салоники — Александруполис.

## История
Александруполис — один из самых молодых городов Греции, однако, стоит он на руинах города Сале (Сали), основанного выходцами из Самофракии, о чём упоминал в своих трудах Геродот. Сегодняшнее месторасположение города связывают с древним городом Сали, который, согласно Геродоту, в V в. до н. э. был одним из городов Самофракийской Переи (Месимврия, Зони, Дрис, Темпира, Харакома и Сали).
В 1847 году на месте нынешнего города, тогда на территории Османской империи, существовал караульный пост, пресекавший контрабандистов. В 1876 году рыбаки из окрестных сёл (Маронии, Макри и др.) основали здесь небольшое село, наречённое Дедеагач (греч. Δεδεαγάτς, тур. Dedeağaç) по имени турецкого дервиша Деде. Название имеет турецкие корни и переводится как дерево старца или дерево отшельника. Согласно легенде, в тени дуба старый и мудрый дервиш наставлял своих учеников, здесь он был позднее похоронен.
В 1870 году началось строительство железнодорожной магистрали, соединившей Константинополь с Адрианополем, южной Македонией и Салониками. Сооружение этой железной дороги должно было модернизировать Османскую империю, поэтому были наняты ведущие специалисты из Австро-Венгрии. Действительно, она дала мощный толчок развитию города.
Дедеагач был занят русской армией в 1877 году, во время Русско-турецкой войны. Русские войска оставались в городе вплоть до Берлинского конгресса. Русскими инженерами-градостроителями был разработан план благоустройства города. Акцент был сделан на проектирование широких улиц, дающих войскам свободу передвижения. Улицы идут параллельно друг другу, что очень непохоже на узкие переулки, мощёные улицы и тупики, характерные для османских городов того времени. Широкие бульвары сориентированы вдоль или перпендикулярно морскому берегу. С участием русских инженеров был построен Дедеагачский маяк.
В 1883 году Дедеагач стал центром санджака, в составе вилайета Эдирне. В 1888 году, по настоятельному требованию местных болгар, в Дедеагаче было открыто архиерейское наместничество Болгарской экзархии. Первым наместником был назначен Никола Шкутов, в 1893 году его сменил Дойчин Запрев. В 1892 году в Дедеагаче была открыта болгарская церковь Святых Кирилла и Мефодия. Большую часть средств на её постройку предоставили братья Васил и Райчо Ковачевы из Райкова, Петко Бобев и Браян Калоянов из Доганхисара. Сейчас болгарской церкви Кирилла и Мефодия в городе нет. В её здании ныне находится греческая церковь Св. Элефтерия. Храм был капитально перестроен в 1955 году, и всё, что могло напомнить о его былой принадлежности к Болгарской экзархии, греческие шовинисты старательно уничтожили.
К концу XIX столетия город стал региональным центром. В 1897 году через Дедеагач проследовал маршрут «Восточного экспресса». Когда в том же 1897 году вспыхнула Греко-турецкая война, Османская империя и Болгария договорились об открытии болгарского торгового представительства. Первым представителем был Иван Хаджидимитров, вскоре его сменил на этом посту секретарь Дико Йовев в ранге временно управляющего, но уже в 1901 году агентство было закрыто.
В 1900 году, согласно Анастасу Разбойникову, в Дедеагаче было 5400 жителей, имелось 555 греческих домов, 320 турецких, 45 болгарских, 60 армянских, 30 еврейских, 30 цыганских, 15 влашских и 30 прочих.
В тот же период открылось болгарское училище. В 1896—1900 гг. здесь учительствовал Кирилл Совичанов, в 1900—1901 годах учителями были Иван Липошлиев, Ат. Думчев, Иван Чонтев, В. Атанасов и Фания Ташкова, жена Георгия Сивриева из Адрианополя. В 1901—1902 годах двоих учителей заменили Георгий Василев и Д. Стамболов, который вскоре был изгнан и заменён Николой Лулчевым. В 1902—1903 года добавились новые учителя Ралю Стоянов, Иван Грудев, Стефан Николов, Александр Стойков и Елизавета Шопова, а на следующий год появился новый учитель Георгий Димитров из Скребатна, двойной тёзка известного коммуниста, который заменил Грудева на посту главного учителя. На 1905—1906 учебный год в Дедеагаче функционировало уже три болгарских училища: два основных и одно трёхклассное Святых Кирилла и Мефодия.
В 1909 году мэром Дедеагача впервые избран болгарин Никола Табаков.
8 ноября 1912 года Дедеагач и его железнодорожная станция были освобождены болгарскими войсками при поддержке греческого флота. Болгария и Греция были союзниками во время Первой балканской войны, но стали противниками во Второй балканской войне. Город был занят греческой армией 11 июля 1913 года. По условиям Бухарестского мира 10 августа 1913 года, Дедеагач был присоединён к Болгарии наряду с остальной частью Западной Фракии.
В сентябре 1913 года, по окончании Второй Балканской войны, около 12 000 болгарских беженцев нашли временное убежище в предместьях города. Они были из 17 различных деревень со всей Западной Фракии, где спасались от этнических чисток.
В марте-июне 1914 года Дедеагачский порт принял 10 пароходов с эвакуированными из турецких пределов многострадальными малоазийскими болгарами.
Поражение Болгарии в Первой мировой войне (1914—1918) стало причиной существенных территориальных изменений. Болгария по Нёйискому договору уступила часть Западной Фракии Греции, однако, сохранила за собой право транзита грузов через Дедеагач, чтобы транспортировать свои товары через Эгейское море.
В 1920 году город посетил король Греции Александр I, в честь которого он по решению местных властей был именован Александруполис, хотя первоначально предлагалось название Неаполи (греч. Νεάπολη) как нового города королевства.
В 1941 году нацистская Германия предоставила своей союзнице Болгарии возможность аннексировать город. После государственного переворота в Болгарии, Александруполис в октябре 1944 года занят подразделениями Народно-освободительной армией Греции (ЭЛАС).
Александруполис сильно пострадал в период Гражданской войны 1946—1949 гг. В 1951 году началась реконструкция города.
В 2021 году военный лагерь Яннули вблизи порта Александруполис был передан в ведение США. Порт Александруполис использовался для переброса американской военной техники в страны Восточной Европы.

## Экономика

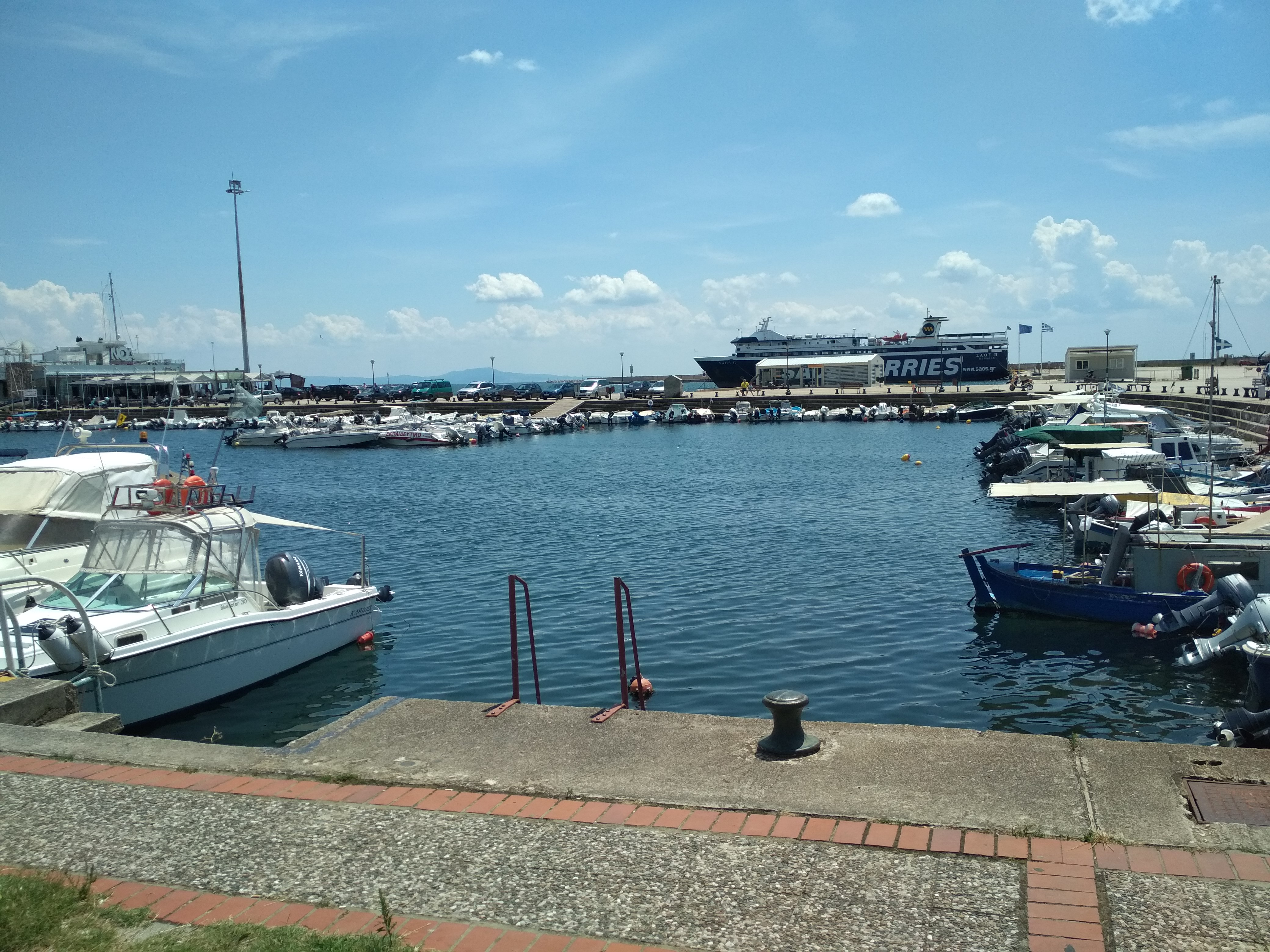
Порт Александруполис.

В городе расположен один из крупнейших портов Греции.

## Музеи
В городе работают следующие музеи:

Музей церковного искусства Александруполиса

- Археологический музей Александруполиса (Αρχαιολογικό Μουσείο Αλεξανδρούπολης)[20],
- Исторический музей Александруполиса (Ιστορικό Μουσείο Αλεξανδρούπολης),
- Музей естественной истории Александруполиса (Μουσείο Φυσικής Ιστορίας Αλεξανδρούπολης),
- Музей церковного искусства Александруполиса (Εκκλησιαστικό Μουσείο Αλεξανδρούπολης)[21],
- Этнологический музей Фракии[греч.].

## Сообщество
Община Александруполис создана в 1924 году (ΦΕΚ 194Α). В сообщество входит три населённых пункта. Население 58 125 человек по переписи 2011 года. Площадь 149,852 квадратных километров.
| Населённый пункт | Население (2011), человек |
| ---------------- | ------------------------- |
| Агнандия         | 158                       |
| Александруполис  | 57 812                    |
| Амфитрити        | 155                       |

## Население
| Год  | Население, человек |
| ---- | ------------------ |
| 1991 | 38 939             |
| 2001 | 49 724             |
| 2011 | ↗ 57 812           |

## Галерея

Церковь Св. Иосифа
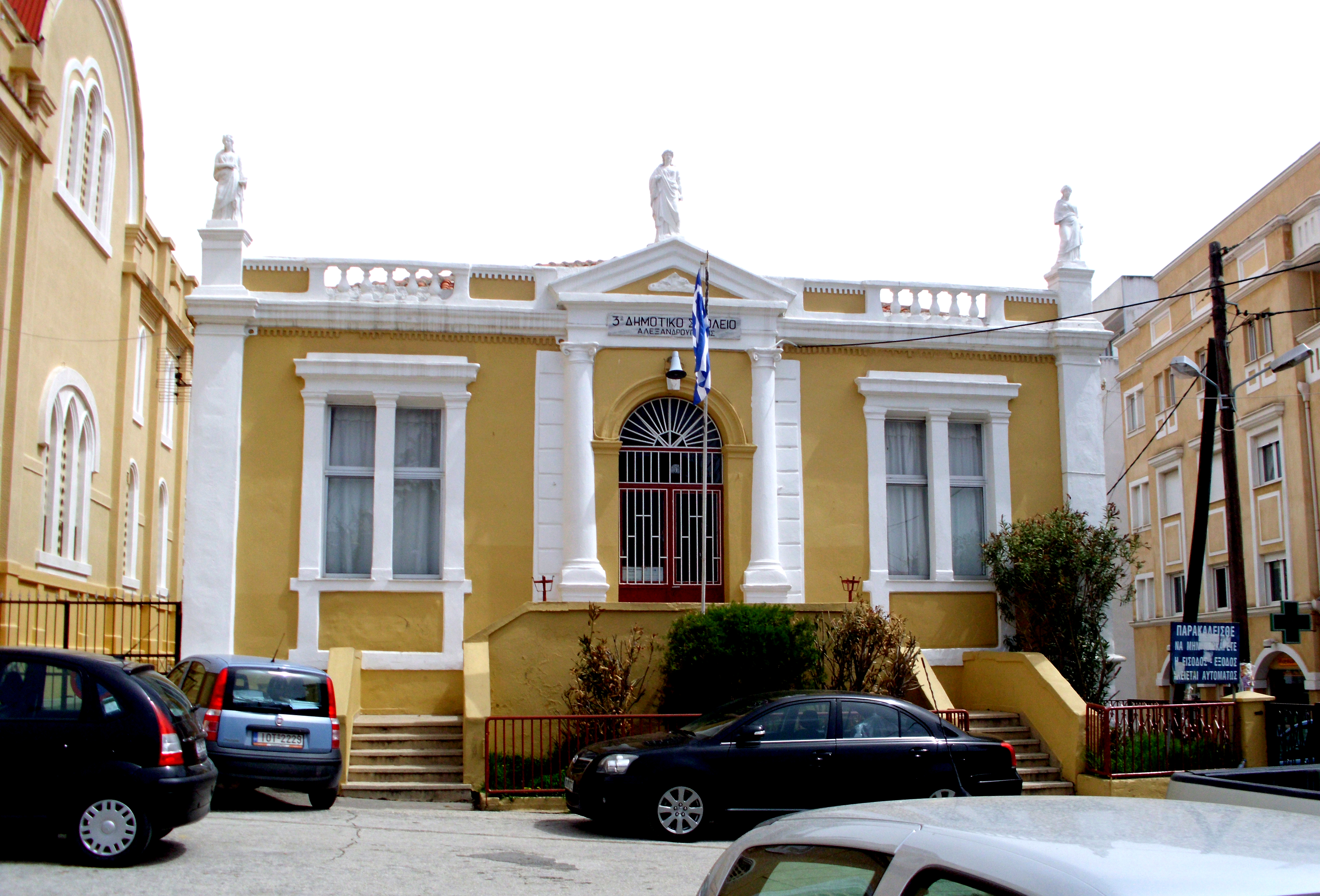
3-я общественная начальная школа
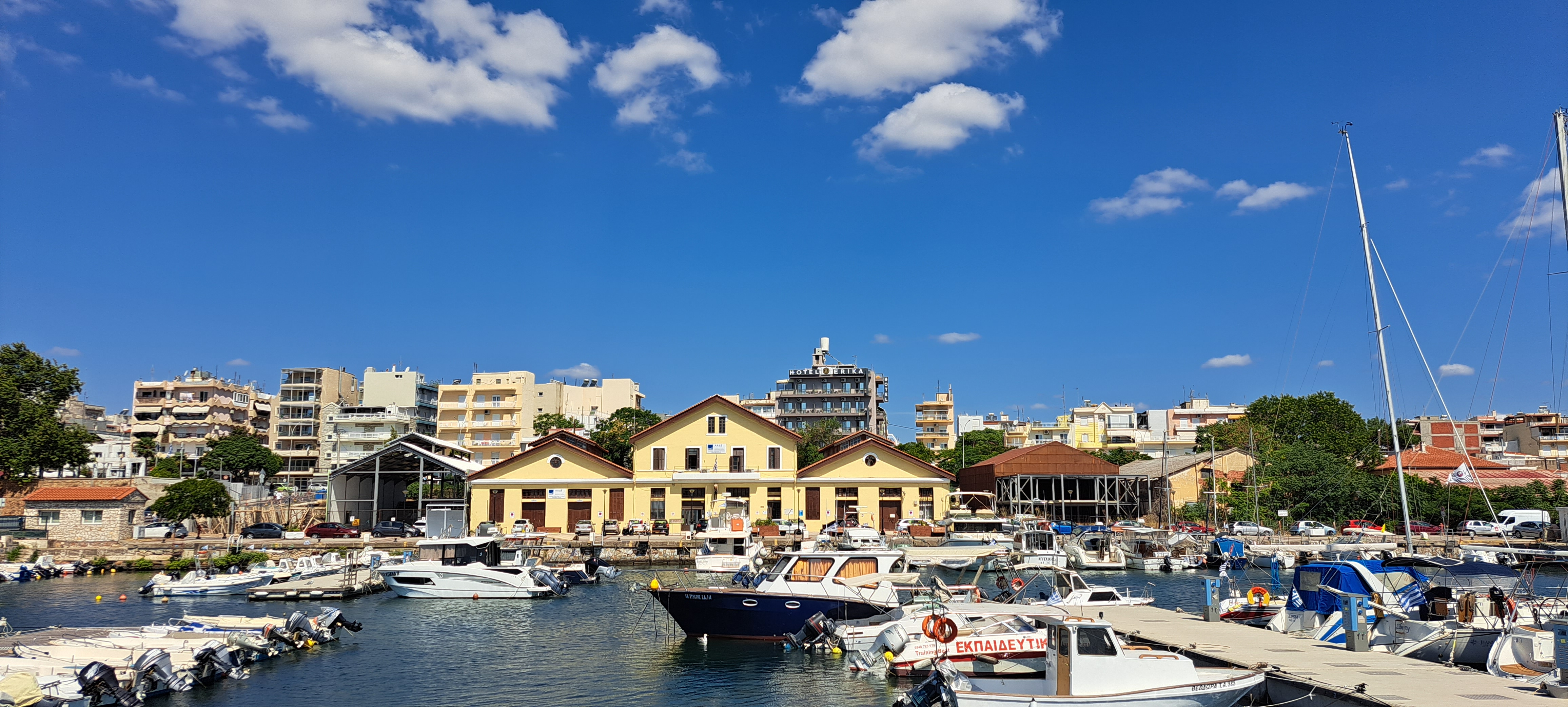
Здание таможни
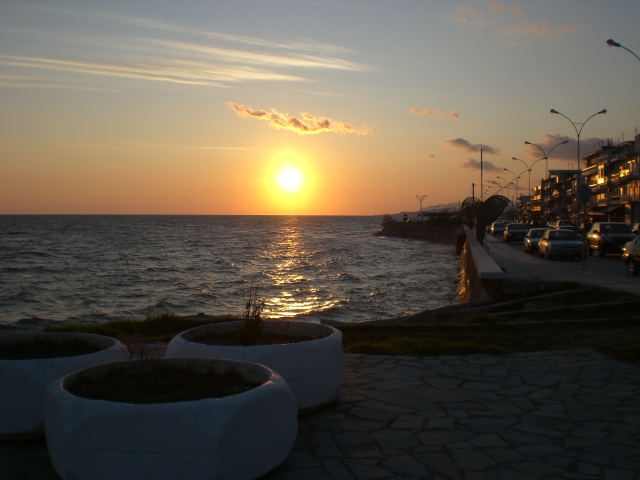
Городская набережная
Вид Самотраки из города
Берег у Александруполиса
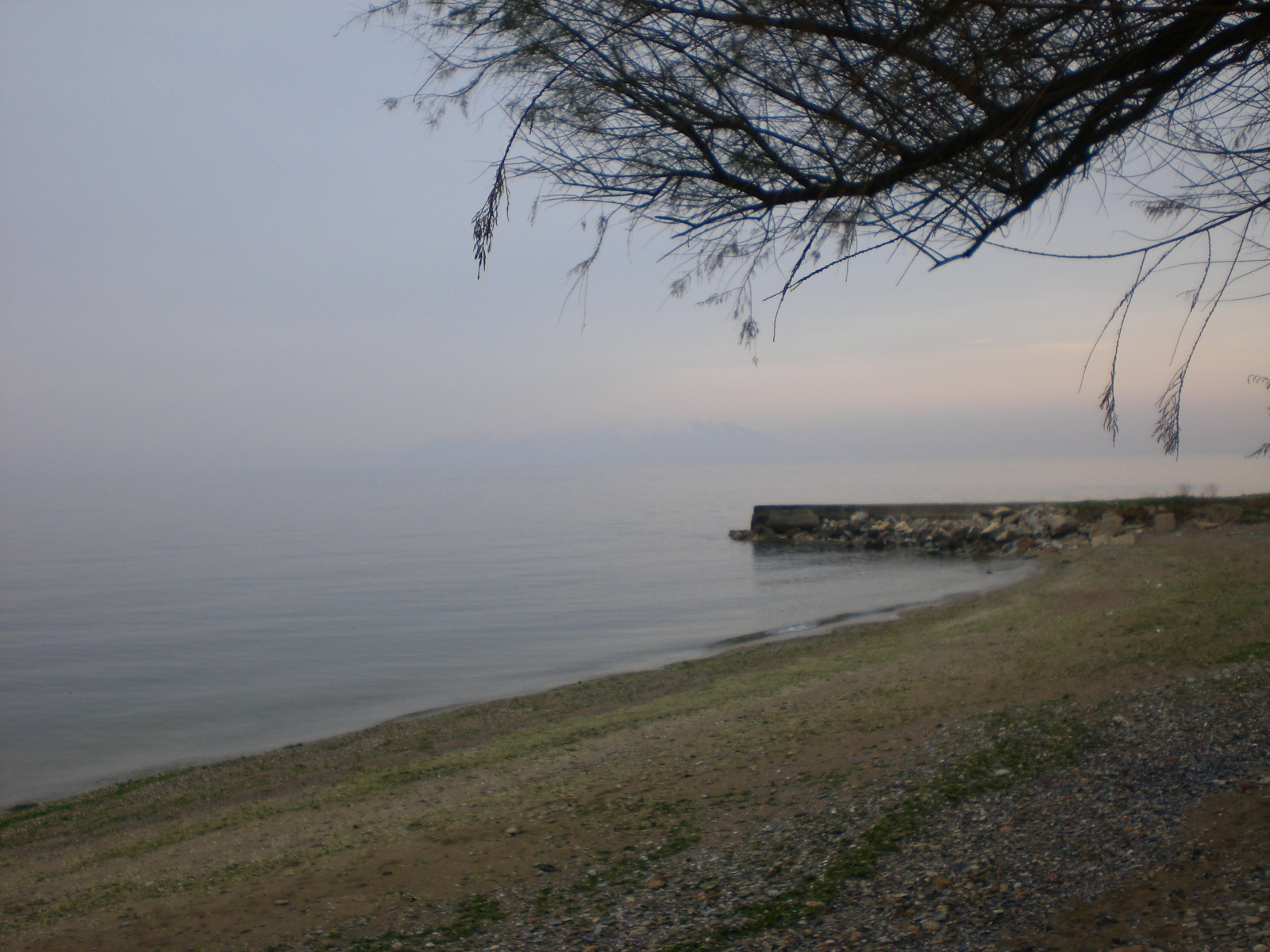
Пляж около набережной
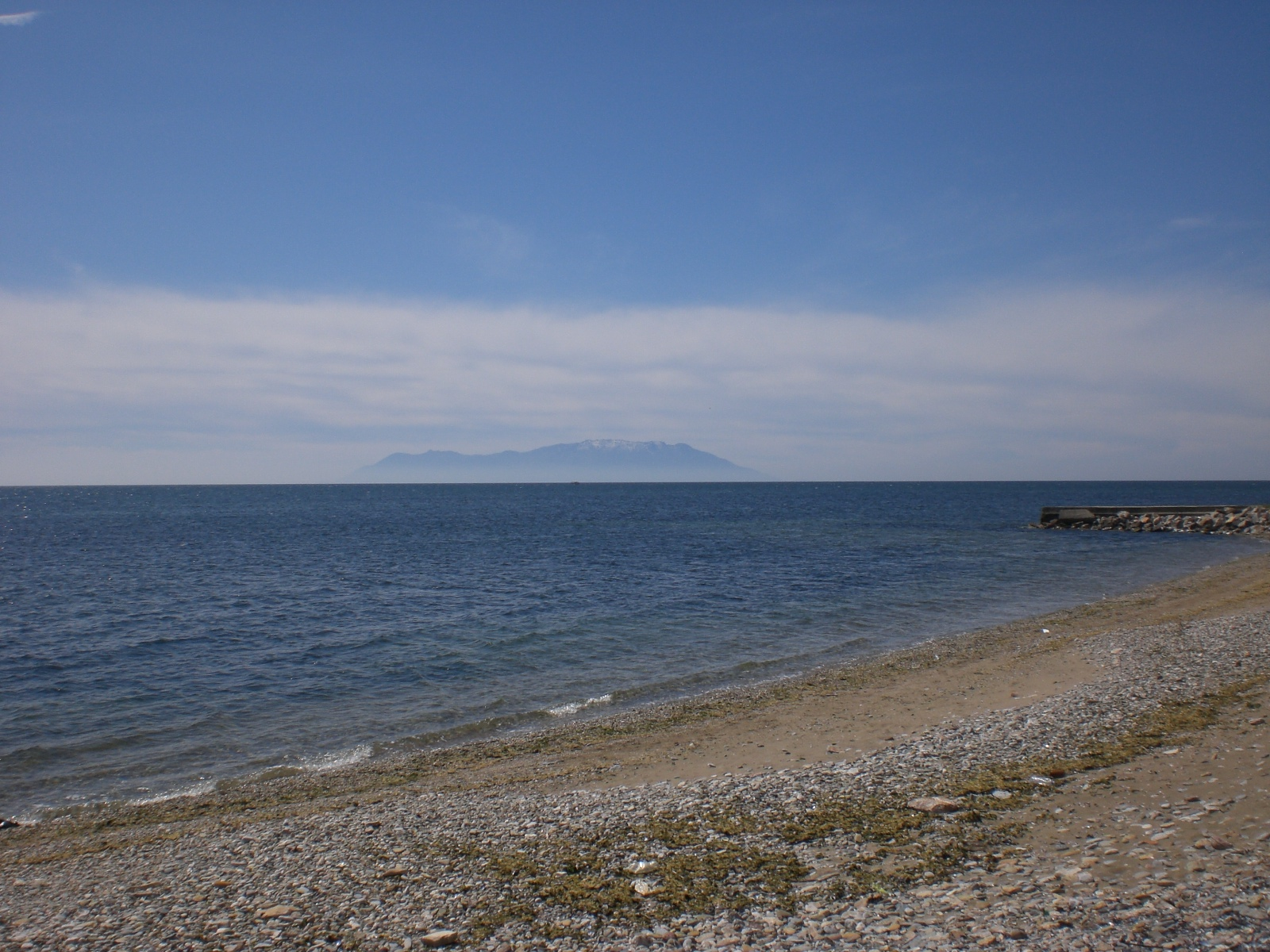
Пляж с Самотраки на горизонте

## Города-побратимы
- Бургас, Болгария[24]
- Лакатамия, Кипр[25]
- /  Симферополь, Украина / Россия[26]
- Хасково, Болгария
- Эдирне, Турция